# Kossa Football Club
Maillots
Le Kossa FC est un club de football salomonais basé à Honiara. 
Le club a remporté un titre de Championnat des Îles Salomon (2007). Par ailleurs, le club a atteint la finale de la Ligue des champions de l'OFC en 2008 qu'il a perdu contre le club néo-zélandais de Waitakere United sur l'ensemble des deux matchs. Tout d'abord il remporte le match aller 3-1 à Honiara, avant de s'incliner 5-1 à Waitakere.

## Palmarès
- Ligue des champions de l'OFC :
  - Finaliste : 2008.

- Championnat des Îles Salomon (1) :
  - Champion : 2007.